# Jacques-René Hébert
Pour les articles homonymes, voir Jacques Hébert et Hébert.
Jacques-René Hébert, né le 15 novembre 1757 à Alençon et mort guillotiné le 24 mars 1794 (4 germinal de l'an II), est un pamphlétaire, figure marquante de la presse sous la Révolution française. Issu de la bourgeoisie d’Ancien Régime, il connait une période de grande précarité. À la fin de l’année 1789, il commence une carrière de publiciste et embrasse les idéaux révolutionnaires. Inspiré par le théâtre et le folklore populaire, il fonde Le Père Duchesne en 1790, un journal au ton provocateur et au langage familier qui rencontre un immense succès et connaît une large diffusion.
Membre du club des Cordeliers et partisan de la Commune insurrectionnelle d’août 1792, il devient l’un des principaux porte-parole du mouvement populaire et joue un rôle actif dans la chute des Girondins en 1793.
Bien que son action institutionnelle demeure prudente, son périodique participe à l’effervescence révolutionnaire et renforce son influence politique. Radical sur les mesures d’encadrement économique et partisan de la déchristianisation, il s’oppose au Comité de salut public, qu’il accuse de freiner la Révolution. En mars 1794, inculpé de complot contre-révolutionnaire, il est arrêté et condamné. Son exécution met un terme à l’influence de l’hébertisme, que l’historiographie baptise de son nom bien qu'il n'ait sans doute pas été le plus actif au sein de ce courant des « Exagérés ».

## Biographie

### Origines familiales et formation
Jacques-René Hébert, né et baptisé le 15 novembre 1757 à Alençon, est issu d’une famille de la bourgeoisie normande.
Son père, Jacques Hébert (1693 - 1767), orfèvre et notable d’Alençon, occupe des fonctions de premier juge consul, d’échevin et de président du tribunal de commerce. Sa mère, Marguerite Beunaiche de La Houdrie, appartient à une lignée de marchands prospères. Son parrain, conseiller du roi et greffier en chef du bureau des fermes, illustre l’ancrage de la famille dans la bourgeoisie de robe et l’appareil d’État.
Après le décès prématuré de son père, l’entreprise familiale désormais gérée par sa mère, connait un déclin rapide. Il reçoit cependant l’éducation d’un jeune homme issu d’un milieu favorisé et effectue ses études secondaires au collège d’Alençon, où il côtoie René-Nicolas Dufriche Desgenettes. Aspirant à une carrière administrative ou judiciaire, il intègre en 1776 un cabinet de procureur à Boissey, dans le pays d'Auge (actuel Calvados), où il débute son apprentissage du droit.
Un différend local contraint Hébert à quitter sa province en 1776. Désireux de défendre un ami, l'apprenti-pharmacien Latour, impliqué dans une rivalité avec le médecin Clouet en raison d’une liaison avec l'épouse de son employeur, il rédige un libelle anonyme imitant la forme et le ton des sentences judiciaires, qu’il affiche en plusieurs endroits d’Alençon. Identifié comme l’auteur du pamphlet, il est condamné à verser mille livres de dommages-intérêts. Incapable de s’acquitter de cette somme, il choisit de s’exiler afin d’échapper à l’emprisonnement pour dettes.

### Dans le Paris prérévolutionnaire (1780-1789)
Après un séjour à Rouen où il cherche un appui judiciaire, Hébert part en 1780 pour Paris, où son ami Desgenettes qui y fait des études de médecine lui vient en aide. À cette époque, Hébert a, comme Robespierre, le souci de l’élégance vestimentaire et de bonnes manières. Il écrit des poésies et des pièces de théâtre.
Mais il a peu de ressources, et mène souvent une existence de bohème, selon Desgenettes, « tirant le diable par la queue » et « souffrant de la faim, de la soif et du froid ».
En 1786, il trouve un emploi de contrôleur au Théâtre des Variétés. Camille Desmoulins devait lui reprocher bien plus tard dans le Vieux Cordelier d'avoir ouvert « des loges aux ci-devant, avec des salutations jusqu’à terre ».
En novembre 1788, il quitte son emploi et se trouve dans un grande misère, logé selon son expression à « l'hôtel de la frugalité ». En 1789, il intègre la milice du district des Carmes, chargée de la protection des propriétés bourgeoises, mais ne joue alors aucun rôle actif dans les premières journées révolutionnaires. À la fin de l'année, Hébert trouve refuge chez un compatriote, le médecin Boisset, qui lui confie la rédaction de La Lanterne magique ou Fléau des aristocrate, un pamphlet sur les événements récents. Ce texte marque ses débuts de libelliste.
En février 1790, il publie anonymement la carnavalesque série des Petits Carêmes de l'abbé Maury où il classe la noblesse en « impartiaux », « enragés » et « enrageants ». Il en profite également pour égratigner cet ecclésiastique contre-révolutionnaire qui apparaît à cette date comme la cible privilégiée des brochures patriotes. Ce journal, rédigé sous forme de sermons de carême, rencontre un certain succès et atteint dix numéros. Il livre ensuite les quatre numéros de l'éphémère Le Chien et le Chat, qui met en scène l'opposition entre un député patriote et un partisan de la monarchie absolue.

### Les premières armes duPère Duchesne

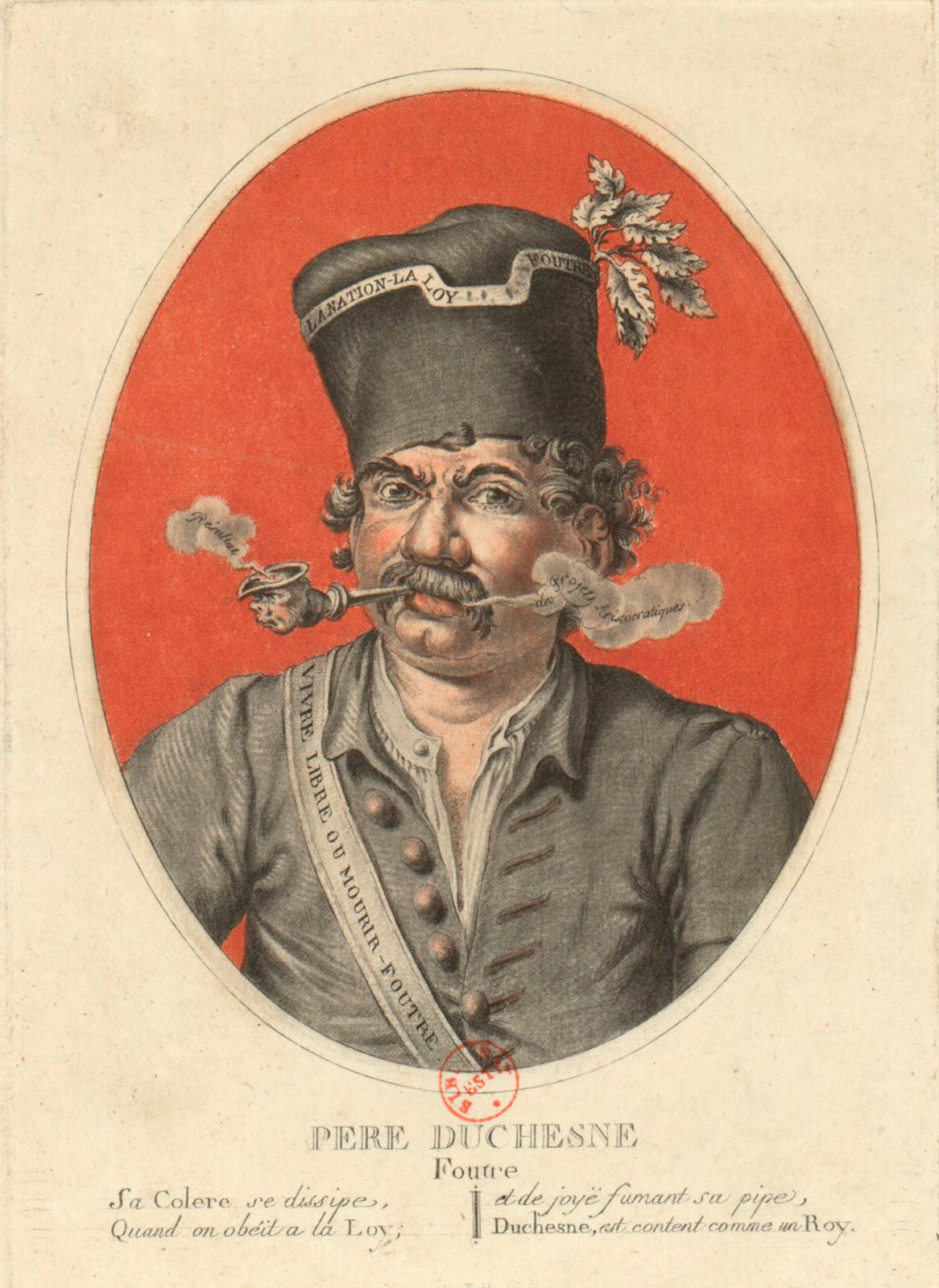
Ancien militaire, marchand de fourneaux, Le Père Duchesne est un bougre bien carré, bien trapu, bien facé… deux larges moustaches, une pipe en forme de tuyau de poêle, et une large gueule d’où sortent continuellement des bouffées de tabac.

La publication du Père Duchesne ouvre une nouvelle période dans la vie d’Hébert.
En moins de deux ans, « celui qui végétait péniblement aux crochets de quelque bienfaiteur épisodique va se transformer en un pamphlétaire redoutable qui laisse prévoir un meneur de foules plus redoutable encore ».
Le personnage du Père Duchesne, issu des baraques de foire, est bien connu des Parisiens et plusieurs brochures circulent déjà sous ce nom quand Hébert crée son journal au cours de l’été 1790. Il en fait un organe de propagande révolutionnaire, usant d’un style burlesque mêlant argot, jurons et outrances pour séduire un lectorat populaire. Car à l’instar de Marat, il croit en la capacité des classes laborieuses – artisans, ouvriers et sans-culottes des faubourgs – à affronter les forces réactionnaires et contre-révolutionnaires .
Il veut « se mettre à la portée de cette classe peu instruite du peuple qui ne pourrait comprendre d’importantes vérités si elles n’étaient énoncées avec des expressions qui lui sont particulières ». Un style qui, selon Desgenettes, « n’était ni dans ses goûts ni dans ses habitudes, car il était au contraire très poli ».
Sensible aux revendications des plus démunis, Hébert insiste sur la nécessité d’écouter un peuple qui souffre. Toutefois, il développe peu de réflexions économiques et ne défend pas un programme égalitariste. Son combat porte avant tout sur l’égalité politique et la défense de la « vertu », entendue comme le civisme, le patriotisme et l’attachement à la Constitution.
Parallèlement à la publication de son journal, Hébert s’initie à la vie politique. Faute de notoriété et de moyens financiers suffisants pour rejoindre le club des jacobins, il fréquente les cordeliers à partir de janvier 1791, un espace plus populaire,. Il assiste également aux séances de la Société fraternelle de l'un et l'autre sexe, où la participation des femmes est encouragée. C’est là qu’il rencontre Françoise Goupil, fille de commerçant et ancienne religieuse du couvent de la Conception-Saint-Honoré, admiratrice de l'évêque révolutionnaire Fauchet. Séduit, il écrit à sa sœur : « C’est une jeune demoiselle fort aimable et d’un caractère excellent. […] Pour combler mon bonheur, elle a assez de fortune pour être tranquille sur son sort si la mort vient à nous séparer. »
Il devait l'épouser en février 1792 à l’église et il respecte sa piété. Le couple s’installe plus tard rue Saint-Antoine dans un petit appartement au troisième étage. Son ami Desgenettes rapporte avoir remarqué chez eux une gravure représentant le Christ à Emmaüs, sous laquelle Hébert avait inscrit : « Le sans-culotte Jésus soupant avec deux de ses disciples dans le château d’un ci-devant. »
D’abord favorable à l’Assemblée nationale, il évolue rapidement vers une critique des députés, nourrie par son rapprochement avec les Cordeliers dont il suit les campagnes. Dès le début de 1791, il défend le droit de vote des citoyens passifs et s’inquiète des compromissions du pouvoir,.
Hébert se distingue surtout par sa dénonciation obsessionnelle des ennemis de la Révolution. Convaincu qu'elle est menacée par des éléments réactionnaires cherchant à entraver l’avènement de la vertu républicaine, Hébert adopte une posture intransigeante. Il se donne pour mission de « dévoiler les traîtres », « arracher les masques » et « dénoncer les complots ». Selon lui, la presse patriote, la garde nationale et les sociétés populaires doivent garantir la vigilance révolutionnaire et protéger la Constitution contre toute tentative de restauration de l'Ancien Régime.
Signe du succès de son périodique, des contrefaçons font leur apparition au début de l'année 1791, sous la plume d'Antoine Lemaire, de l'abbé Jean-Charles Jumel puis dans la librairie des frères Dufour, rue du Vieux-Colombier. Au début de janvier 1791, Hébert qualifie d’impostures ces « rhapsodies informes » digne de « singe de Marat ». Deux semaines plus tard, il opère un revirement stratégique en contrefaisant la vignette de Jumel pour se présenter comme le véritable Père Duchesne, emblème qui devait orner la couverture de son journal jusqu’à sa disparition en mars 1794.

### Du tournant de Varennes (juin 1791) à la prise des Tuileries (août 1792)
Début mai, pendant trois semaines, Hébert cesse la publication de son périodique qui paraissait alors plusieurs fois voire tous les jours de la semaine. À son retour, à la fin du mois, le Père Duchesne a gagné en virulence et attaque désormais les autorités constituées, menaçant systématiquement de mort ses adversaires, « jean-foutres » de l'Assemblée et aristocrates. Et si dans les premiers numéros (septembre-décembre 1790), très attaché à l'idée monarchique, Hébert ménage le monarque et adopte un ton respectueux envers Louis XVI, son discours change dès la fin du mois de mai et plus radicalement encore au lendemain de la Fuite de Varennes : le « bon roi » devient un « foutu pourceau qui ne fait que se saouler », et il interpelle ses lecteurs : « Qu’allons-nous faire de ce gros cochon ? ». Dès le mois de juillet, il avertit ses lecteurs de l'inéluctabilité d'un conflit et prêche la guerre révolutionnaire dans toute l'Europe.
Le 14 juillet 1791, il soutient la pétition réclamant la déchéance du roi  qui se conclut par la fusillade du Champ-de-Mars. Son action lui vaut d'être brièvement arrêté la semaine suivante en compagnie de Tremblay son imprimeur. En décembre 1791, lorsque Louis XVI oppose son veto aux décrets contre les prêtres réfractaires et les émigrés, Hébert réagit violemment dans son journal, dénonçant « Monsieur Veto, qui se fout du peuple et qui prend les calotins sous sa protection ».
Le 3 mars, il affirme que la « garce autrichienne » a voulu l’acheter : « Grande colère du Père Duchesne contre Madame Veto qui lui a offert une pension sur la liste civile, pour endormir le peuple et le tromper, afin de rétablir la noblesse et de ramener l’ancien régime. »
Le même jour, il est convoqué par le juge de paix Buob, interrogé et traduit devant le tribunal de police correctionnelle pour avoir sali les autorités constituées,. Sa femme alerte la Société fraternelle et le club des jacobins, qui délèguent trois défenseurs à Hébert : Jean-Marie Collot d'Herbois, Pierre-François Réal et Étienne Polverel. Il est remis en liberté. Cet incident confirme la réputation d’« excellent patriote » dont jouit Hébert. Au printemps, il est élu président du club des cordeliers. Peu de temps après son mariage, il acquiert sa propre imprimerie avec un premier partenaire peu digne de confiance avant de s'associer avec Jacques-Christophe Marquet qui devait lui donner toute satisfaction et devenir son ami,.
La déclaration de la guerre marque un tournant pour Hébert, qui perçoit rapidement la chute de la royauté comme inévitable. Dans son journal, il appelle à la répression violente des ennemis de la Révolution.
Le rôle précis d’Hébert lors des événements du 10 août demeure incertain. Délégué par sa section de Bonne-Nouvelle à l’Hôtel de Ville pour « sauver la patrie », il intègre le Conseil général de la nouvelle Commune insurrectionnelle, qui, siégeant en permanence, se positionne comme un véritable organe de pouvoir révolutionnaire. Il participe au vote qui transfère les fonctions des juges de paix aux sections et est chargé de rendre compte de la situation de Paris devant les députés.

### Combats contre la Gironde sous la Convention
Alors qu'à la faveur des élections de nombreux journalistes révolutionnaires deviennent députés de la Convention (Marat, Desmoulins, Gorsas, Carra, Fréron), Hébert n’est pas élu. Sa femme écrit à sa belle-sœur : « Il a été électeur et sans contredit, il était bien digne d’être de la Convention, mais […] il a paru trop pure [sic] et trop redoutable à ceux qui ont influancés [sic] dans les nominations et, au grand étonnement des braves sans-culottes, il est encore lui un simple sans-culotte ce qui suffit à mon bonheur. »
Élu substitut du procureur de la Commune en décembre 1792, il rejoint les Jacobins en janvier 1793 et utilise le Père Duchesne pour attaquer ses adversaires « Brissotins », notamment en exigeant le jugement et la condamnation de Louis XVI.
Pour Hébert, la République ne peut substituer sans l'anéantissement complet de la branche des Bourbons. Pendant le procès du roi, il redouble d'invectives, dénonçant les lenteurs de la Convention et traitant Louis XVI d'« ivrogne », de « porc », de « cocu » et Marie-Antoinette de « guenon ». Le Père Duchesne se fait parallèlement l'écho d’une campagne acharnée contre les Girondins et tout particulièrement les époux Roland, les accusant de trahison et réclamant leur élimination politique. Le 20 janvier, éclate la Grande Joie du Père Duchesne « de voir que la Convention a pris à la fin le mors aux dents et va faire essayer la cravate de Sanson au cornard Capet ! ».
Dans un contexte de crise, marqué par les défaites militaires, l’insurrection de la Vendée et la trahison de Dumouriez, Hébert soutient la Montagne et mobilise les sans-culottes contre la Gironde. Le 15 avril 1793, Hébert, aux côtés du maire de Paris, Jean-Nicolas Pache, soumet à la Convention nationale une pétition signée par trente-cinq des quarante-huit sections de Paris, réclamant explicitement la proscription de vingt-deux députés girondins. Cette initiative suscite une vive réaction de la part des Girondins, notamment Vergniaud, Louvet et Gensonné, qui y voient une « véritable conspiration contre la souveraineté du peuple ».
Le 24 mai, les colporteurs d’Hébert hurlent La Grande Dénonciation de Père Duchesne « à tous les sans-culottes, au sujet des complots formés par les brissotins, les girondins, les rolandins, les buzotins, les pétionistes, et toute la foutue séquelle de Capet et de Dumouriez, pour faire massacrer les braves Montagnards, les Jacobins, la Commune de Paris, afin de donner le coup de grâce à la liberté et de rétablir la royauté ». Il offre aux « braves lurons des faubourgs » ses « bons avis » pour désarmer tous ces « viédases » qui « cherchent à allumer la guerre civile dans Paris ». La virulence de ses propos et les accusations d'incitation à la guerre civile entre Paris et les départements conduisent à son arrestation le 24 mai 1793, ainsi que celles de Varlet, et de Dobsen. Cette mesure, ordonnée par la commission des Douze dominée par les Girondins, visait à réprimer les militants populaires. Elle déclenche une réaction immédiate de la Commune et des sections parisiennes. Le 27, Hébert dans sa prison rédige le texte d’une affiche qui est placardée le 28 dans Paris. Il est libéré de la prison de l’Abbaye sous la pression populaire, et la Convention, encerclée par les insurgés, décrète l’arrestation des girondins le 2 juin.

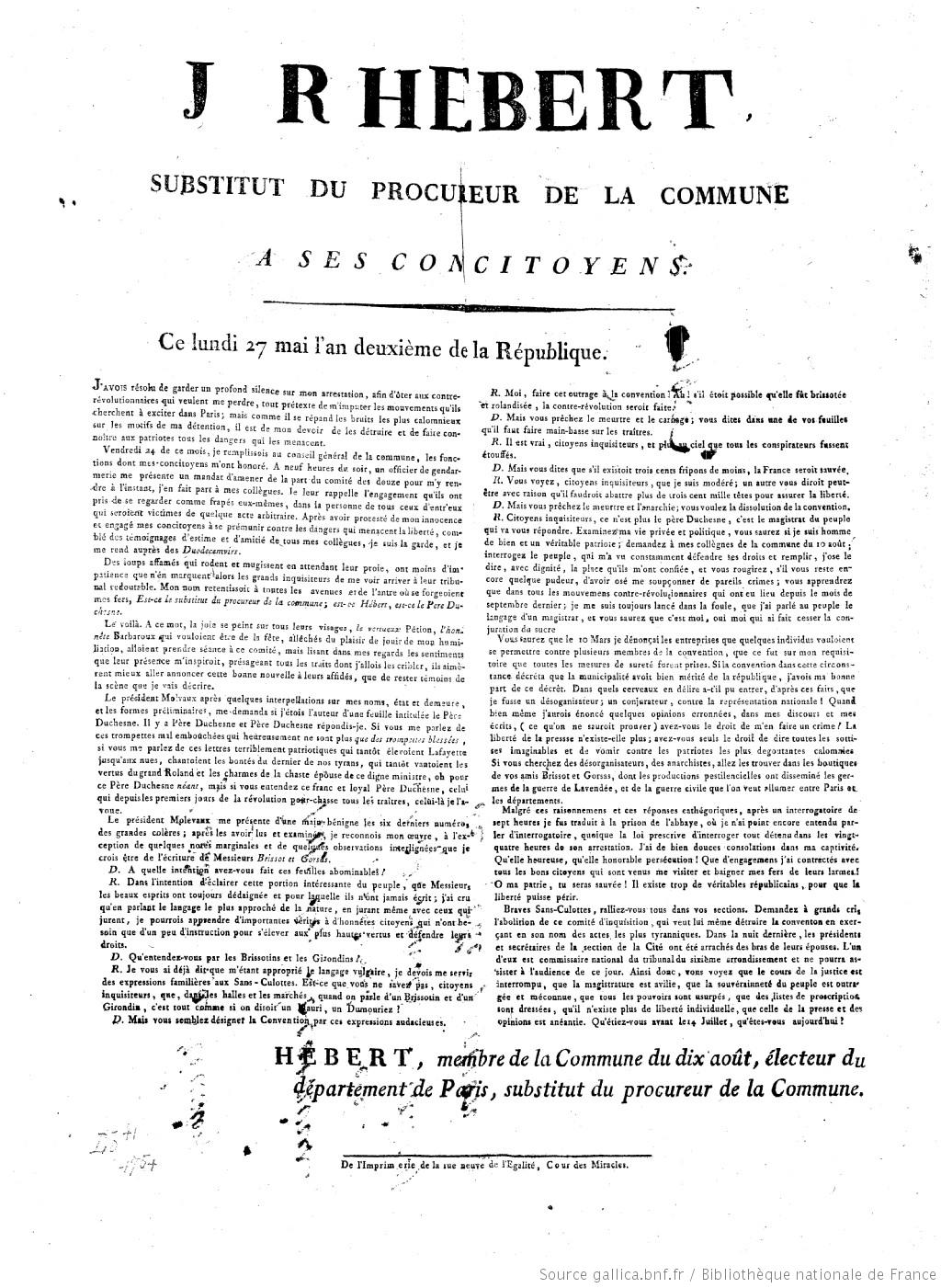
Affiche rédigée par Hébert dans sa prison et placardée le 28 mai 1793 au matin dans Paris quelques jours avant la chute des girondins.

Si Hébert ne joue pas un rôle personnel dans l’insurrection des 31 mai et 2 juin, son influence atteint son apogée : ses ennemis sont écartés, son journal triomphe et le Père Duchesne devient un outil de propagande du Comité de salut public. Le vide laissé par la mort de Marat en juillet place les dirigeants Cordeliers - Vincent, Momoro et dans une moindre mesure Hébert - en situation de force et ce dernier semble bien vouloir accaparer l'héritage idéologique de l'Ami du Peuple.

### Le partisan d'une République sans-culotte (août-septembre 1793)

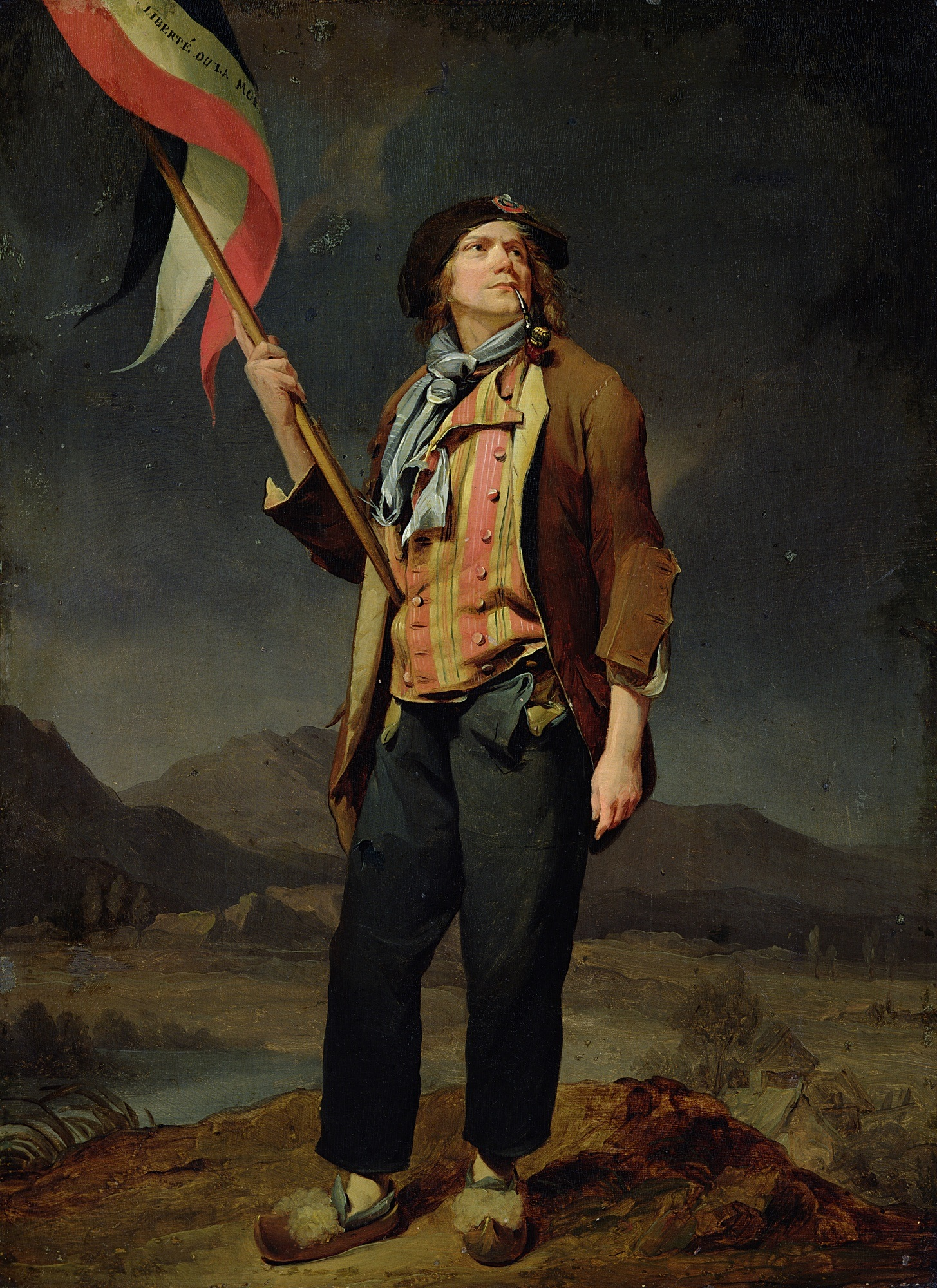
Portrait d'un sans-culotte par Louis-Léopold Boilly (1761-1845).

Dès juin 1793, tandis que les soulèvements provinciaux éclatent après l’élimination des Girondins et que les Vendéens remportent des victoires, la crise économique frappe durement les sans-culottes. L’assignat s’effondre, l’inflation explose et les pénuries s’aggravent.
De plus en plus radical, Hébert adopte une posture offensive, dénonçant les responsables de la crise et se rapprochant du programme des Enragés. Dans le Père Duchesne (no 267), il réclame l’arrestation et l’exécution des « contre-révolutionnaires, royalistes et accapareurs », allant jusqu’à suggérer leur enfermement dans des églises sous la menace de canons. Il exige également la réquisition des récoltes et leur redistribution équitable entre les départements. Parallèlement, inquiet d’être débordé sur sa gauche, il s’emploie à discréditer ses rivaux Jacques Roux et Varlet, dénonçant aux Jacobins leur programme de contrôle des prix et de démocratie populaire,.
Le 21 juillet, il lance un « foudroyant réquisitoire » contre le général Custine, l’accusant de trahison, d’aristocratisme et de connivence avec les Girondins. Il exige son exécution immédiate : « qu’on ne lâche point ce scélérat qu’on ne l’ait conduit à la guillotine. » Dans le Père Duchesne, il fustige la lenteur du procès, en profite pour attaquer les Comités et se réjouit de l’exécution de Custine le 28 août 1793. Pour lui, cette condamnation doit précéder celles de Marie-Antoinette et de Brissot.
Fin juillet 1793, l’entrée de Robespierre au Comité de salut public marque un tournant, tandis que la répression des enragés commence avec l’arrestation de Jacques Roux. En août-septembre 1793, Hébert intensifie son action à travers Le Père Duchesne et ses interventions publiques. Le 28 août, aux Jacobins, il réclame une adresse exigeant l’intensification de la Terreur et la lutte contre les accapareurs, s’opposant à la prudence de Robespierre. Son influence s'accroît au sein du mouvement sans-culotte, et il parvient à mobiliser les sections parisiennes pour contraindre la Convention à adopter des mesures radicales, notamment en réclamant la convocation d'assemblées primaires législatives qui, de facto, entraînent la dissolution de cette instance. Hébert, ou plutôt Le Père Duchesne, qui se présente comme le seul héritier légitime de L'Ami du peuple après l'assassinat de Marat estime qu'après avoir imposé la volonté de la Commune à la Gironde, le moment est venu de la faire prévaloir sur la Montagne.
Ambitieux, Hébert tente de capitaliser sur son influence en briguant le poste de ministre de l’Intérieur le 20 août. Mais la Convention préfère Paré, soutenu par Danton. Pour l’historien Gérard Walter, Hébert ne visait pas seulement ce ministère : « Seul un changement radical et brusque du régime, entraînant la dissolution de l’Assemblée, pouvait lui offrir le moyen d’une élévation rapide et efficace. »
Grâce à son influence à la Commune, aux Cordeliers et dans Le Père Duchesne, Hébert s’impose comme une figure révolutionnaire majeure, menant avec ses partisans une rhétorique accrue contre le laxisme supposé de la Convention, du Comité de salut public et même de Robespierre après l’élimination des Enragés.
Le 9 septembre, répondant aux tensions sociales et aux appels pressants d’Hébert et de ses alliés, la Convention accepte la création d’une armée révolutionnaire chargée de réquisitionner les subsistances et de traquer les ennemis de la Révolution. Sous l’impulsion de la Commune et des sans-culottes, elle adopte ensuite la Loi des suspects (17 septembre), élargissant la répression contre les adversaires présumés du régime, puis la Loi du maximum général (29 septembre), régulant les prix et salaires pour répondre à la crise économique. Une grande responsabilité est attribuée à Hébert pour l’adoption de ces deux lois.
À l’automne 1793, les Exagérés apparaissent comme les véritables porte-parole des sans-culottes. Ils contrôlent des leviers de pouvoir essentiels : la Commune avec Pache et Chaumette, l’armée révolutionnaire avec Ronsin, la Garde nationale avec Hanriot, et le ministère de la Guerre avec Vincent.

### Un Cordeliers contre les comités

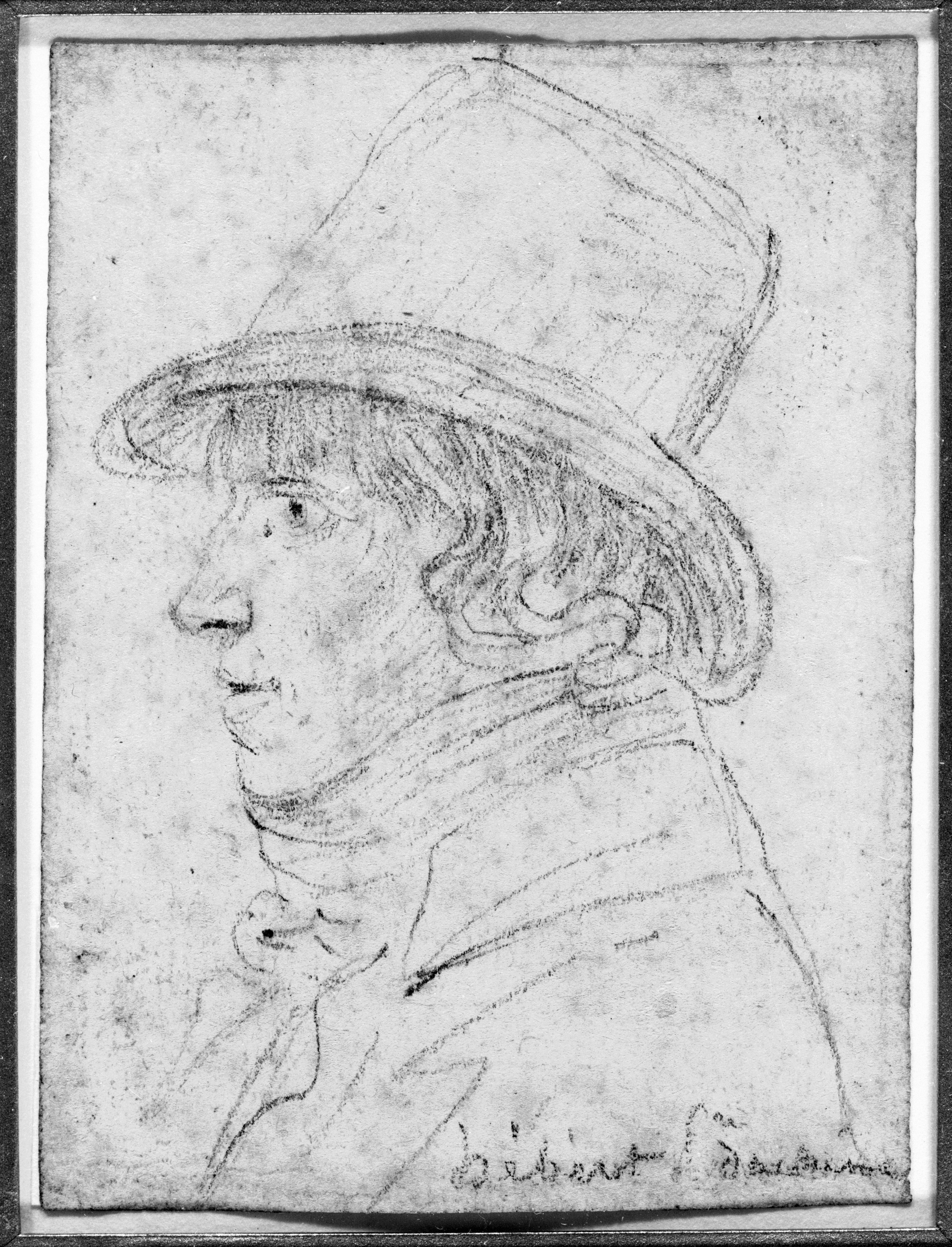
Jacques-René Hébert.
Croquis dessiné par Gabriel, Paris, musée Carnavalet, fin du XVIIIe siècle.

En l'An II de la Révolution (1793-1794), Hébert s'associe avec Marquet pour créer une imprimerie à la Cour des Miracles. La loi du Maximum, en l'absence des réquisitions nécessaires à son application effective, exacerbe la crise des subsistances en entravant les circuits commerciaux et en accentuant les pénuries alimentaires dans la capitale. En réponse, un Comité révolutionnaire est formé pour inspecter les domiciles, mais le Comité de salut public y met fin.
Le Père Duchesne ne décolère pas contre les marchands, les fermiers, les accapareurs « qui se foutent des décrets de la Convention ». Il explique que la rareté du pain à Paris est le résultat d’un complot pour sauver les Girondins, mais une fois que ceux-ci auront « la tête dans le sac, l’argent, l’or, les farines reviendront en abondance. ». Le 27 octobre, le Comité de salut public essaie de réviser la loi mais le réapprovisionnement devient de plus en plus difficile, alors que pour rattraper la perte que leur inflige le maximum, les marchands recourent à la fraude. Dans ce contexte, Le Père Duchesne s’en prend à toute la classe des négociants. Hébert réclame aussi la mise en œuvre de la constitution de l’An I.
Avec le mois d’octobre commencent les grands procès. Celui de la reine se déroule du 14 au 16 octobre. Hébert, substitut du procureur, appelé par ses fonctions à surveiller les prisonniers du Temple, s’offre comme témoin. Son accusation d’inceste - qui reprend celle de Simon, geôlier du prince - assimile l'accusée à un monstre lubrique.
Le procès des Girondins lui se déroule du 24 au 30 octobre. Hébert se présente comme témoin, lançant des accusations brutales et souvent fausses, affirmant que Brissot est à la solde de l'Angleterre et responsable des massacres du Champ-de-Mars. Dans son périodique Hébert, il s’adresse aux jurés : « Braves bougres qui composez le Tribunal révolutionnaire, ne vous amusez donc pas à la moutarde. Faut-il donc tant de cérémonies pour faire raccourcir des scélérats que le peuple a déjà jugés ? ». Le 31 octobre 1793, les Girondins sont guillotinés suivis de 177 autres condamnations à mort dans les trois derniers mois de l'année.
À partir de novembre, les grandes dénonciations d’Hébert à la tribune des Jacobins commencent à irriter Robespierre. Le 9 novembre, après des accusations d'Hébert lancées la veille contre le représentant aux armées Duquesnoy, il le met indirectement en garde en associant les dénonciateurs virulents ou imprudents à des « émissaires des puissances étrangères ».
Le Comité de salut public s’attache à affaiblir progressivement Hébert et ses partisans sans les affronter directement et dans ce cadre, Robespierre lance, les 21 et 26 novembre 1793, une offensive contre les déchristianisateurs, qu’il accuse de servir des intérêts étrangers et d’affaiblir la République. Le 28 novembre, il dénonce aux Jacobins l’athéisme comme une attitude « aristocratique », assimilant certains révolutionnaires à des manipulateurs exploitant l’anticléricalisme à des fins contre-révolutionnaires.
Hébert, bien que farouchement opposé au clergé, ne se revendique pas athée. Le Père Duchesne a de longue date popularisé l'archétype du « pauvre sans-culotte Jésus », présenté comme un modèle de patriotisme et d’égalité sociale, tout en fustigeant les prêtres, cette « foutue canaille » qui s’enrichit en exploitant la crédulité populaire. Face à l’offensive de Robespierre, Hébert et Chaumette comprennent le danger et adoptent une posture plus prudente, proclamant leur attachement à la liberté des cultes pour éviter d’être assimilés aux ennemis de la Révolution.
Enfin, pour en finir avec le soupçon d’avoir des membres « vendus à Pitt », les Jacobins décident de la création d'une commission d’épuration le 26 novembre, dont Hébert est l'un des quinze membres. Chaque Jacobin doit comparaître devant elle pour demeurer inscrit. Le tour d’Hébert vient le 11 décembre, précédé d’un arrêté du Club des cordeliers, largement répandu sous forme d’affiches et très flatteur pour lui. Il est admis sous les applaudissements. Tout juste le député Bentabole proche de Danton lui reproche-t-il de « mettre trop de chaleur dans ses dénonciations dont il n’est pas assez sûr ».

### Contre les Indulgents

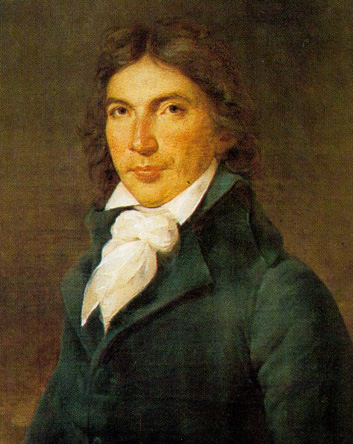
Camille Desmoulins (1760-1794), « l’homme du 14 juillet », l’ami de Danton et de Robespierre. Il écrit dans son journal (Vieux Cordelier, no 4) :
« Ouvrez les prisons à 200000 citoyens que vous appelez suspects, car, dans la Déclaration des Droits, il n’y a point de maisons de suspicion…Vous voulez exterminer tous vos ennemis par la guillotine ! Mais y eut-il jamais plus grande folie ! » Aux Jacobins, Hébert demande son expulsion.

À partir de novembre 1793, les Indulgents, proches de Danton, critiquent la politique du Comité de salut public et plaident pour un assouplissement du gouvernement révolutionnaire après les premières victoires militaires. Dans ce contexte, Hébert et ses partisans sont directement pris pour cible.
La Convention, de la fin novembre à janvier, mène une offensive contre la Commune et combat la déchristianisation, assimilée à une dérive dangereuse. Le 5 décembre (15 frimaire an II), Camille Desmoulins publie le premier numéro du Vieux Cordelier, où il accuse les Exagérés d’être des agents de Pitt, renforçant ainsi la campagne de discrédit menée contre eux. Quelques jours plus tard, le 17 décembre, les députés indulgents Fabre, Bourdon et Philippeaux obtiennent l’arrestation des hébertistes Ronsin et Vincent sans en référer aux Comités.
À la fin de 1793, Hébert tente en vain d'obtenir l'exclusion de Camille Desmoulins et des Indulgents des Jacobins, en représailles à l'arrestation de Vincent et Ronsin.
Le Père Duchesne attaque violemment Desmoulins, qui réplique dans le Vieux Cordelier en l'accusant de s’enrichir grâce à des fonds publics. Documents à l’appui, il révèle que le ministère de la Guerre lui a versé 60 000 livres pour 600 000 exemplaires d’un seul numéro de son journal et dénonce ses liens avec le banquier de Kock. Ces accusations ternissent l’image d’Hébert, qui se voulait un sans-culotte irréprochable. Défendu par Robespierre et, au grand étonnement d’Hébert, par Collot d’Herbois revenu de Lyon, Desmoulins est maintenu aux Jacobins et remporte une victoire symbolique. En réponse, Hébert publie une affiche, J. R. Hébert, auteur du Père Duchesne, à Camille Desmoulins et compagnie, dans laquelle il tente de se justifier. L'affrontement entre les deux hommes devient irréconciliable et au-delà des antagonismes personnels, il révèle le jeu des factions dans lequel la Convention se trouve prise. Le 25 décembre Robespierre les oppose pour mieux les condamner : « Le Gouvernement révolutionnaire doit voguer entre deux écueils, la faiblesse et la témérité, le modérantisme et l’excès. »

### La chute (février - mars 1794)

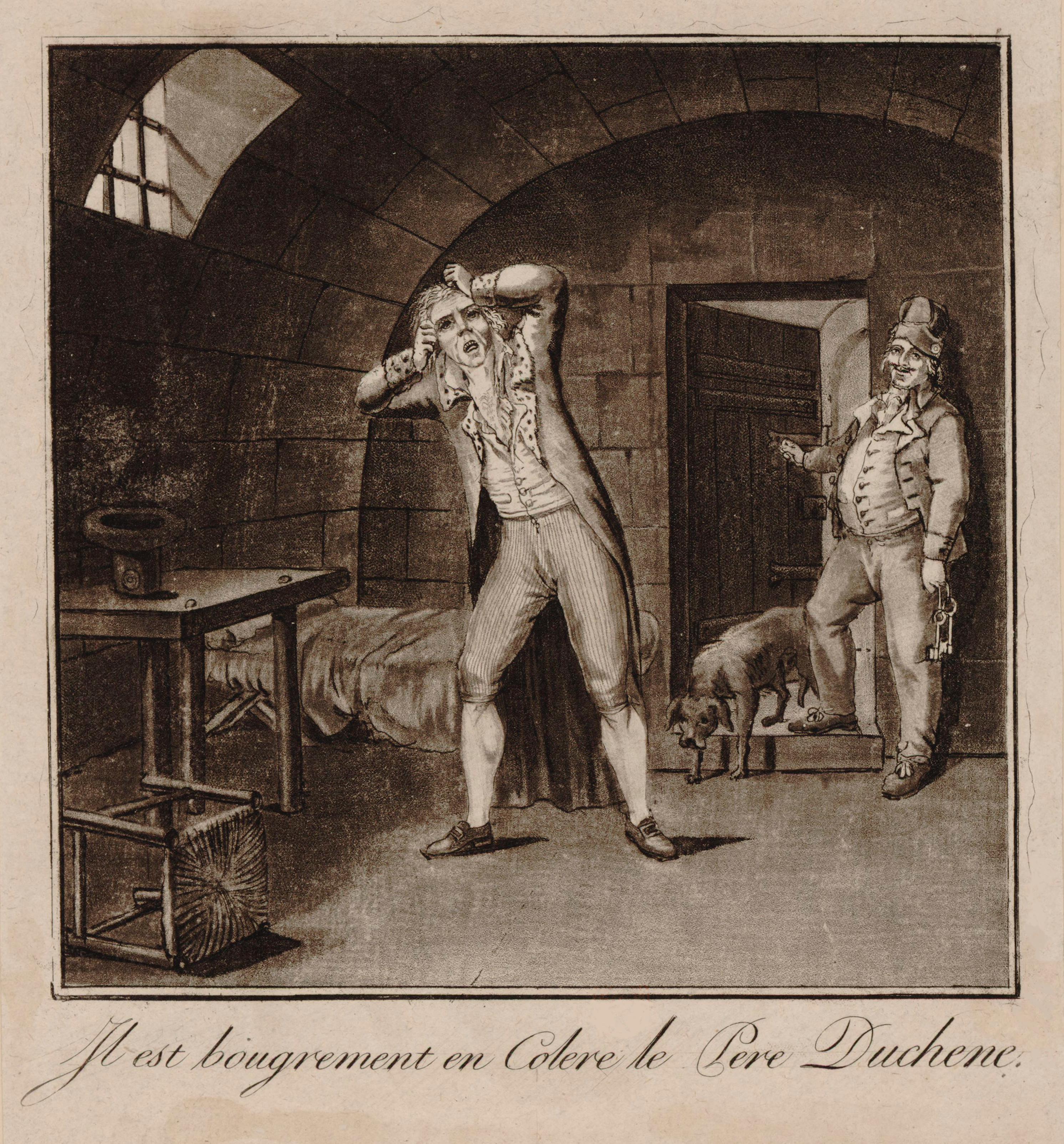
Il est bougrement en colère le Père Duchesne.
Hébert tempête dans sa cellule sous le regard amusé de son geôlier. Estampe satirique anonyme, Paris, BnF, département des estampes, 1794.

Exclu des Jacobins et affaibli par les attaques de Camille Desmoulins, Jacques-René Hébert tente de préserver son influence en s’appuyant sur le club des Cordeliers. On assiste cependant à une suspension du conflit entre factions avec les festivités de l'abolition de l'esclavage colonial, votée par la Convention, le 16 pluviôse an II-4 février 1794 et fêtée le 30 pluviôse an II-18 février 1794 au temple de la Raison. Hébert y consacre un article louant ici le lendemain « La grande joie du père Duchèsne au sujet de la fête que les Sans-Culottes ont célébrée dans le Temple de la Raison, en réjouissance de l'abolition de l'esclavage des négres" .
Le 2 mars 1794, après sa libération, le général Ronsin plaide pour une insurrection aux Cordeliers, mais Hébert, conscient du risque, reste prudent. Néanmoins, sa rhétorique hostile à Robespierre et aux Comités de gouvernement l’expose.
Celui qui début février encore , attaquait les négociants avec une violence croissante, s’aliénant ainsi la classe commerçante de la capitale, fait début mars 1794, l’objet d’une campagne de discrédit orchestrée par le Comité de sûreté générale. Le 7 du mois, une perquisition menée par le comité révolutionnaire de Bonne-Nouvelle révèle la présence de vingt-quatre livres de salé à son domicile. Bien qu’il en fasse immédiatement don aux pauvres de sa section, l’affaire est exploitée pour l’accuser d’accaparement, une faute grave en période de disette. Face à ces attaques, Hébert publie un placard pour se défendre et diffuse La Réponse de J. R. Hébert, auteur du Père Duchesne, à une atroce calomnie. Malgré ses efforts, cette accusation ternit son image et contribue à son affaiblissement politique.
Le 13 mars 1794, Saint-Just révèle à la Convention et aux Jacobins l’existence d’un vaste complot — supposé — et dénonce à la fois les « indulgents » et les « exagérés », qu’il qualifie de « faction de l’étranger ». Ces derniers, bientôt identifiés comme les « hébertistes », sont présentés comme des agents corrompus à la solde de l’Angleterre. Il ne cite pas de noms, mais Desmoulins et Hébert en apparaissent clairement comme les cibles.
Dans la nuit du 13 au 14 mars 1794, Hébert et plusieurs figures influentes du mouvement sans-culotte sont arrêtés sur ordre du Comité. Parmi eux figurent Vincent, premier secrétaire du ministère de la Guerre, Ronsin, général de l'armée révolutionnaire parisienne, et Momoro, président des Cordeliers. Le risque de perdre la confiance de la population parisienne et de faire basculer l'opinion en faveur des accusés semblait trop grand. Pour éviter une telle menace, on décide de procéder par « amalgame » en associant aux hébertistes d'autres individus aux profils divers, rendant ainsi leur cause plus difficile à défendre. Au groupe des principaux accusés (Hébert, Momoro, Ronsin, Vincent) sont ajoutées des figures secondaires du courant sans-culotte (Mazuel, Bourgeois, Leclerc, Ancard, Ducroquet), un patriote d'origine prussienne (Cloots), des banquiers — parfois étrangers — liés au scandale de la Compagnie des Indes orientales et de la Chine  (de Kock, Pereira, Proli, Desfieux, Dubuisson), deux royalistes ayant effectivement planifié une insurrection (Armand, Catherine Latreille femme du général Quétineau), un proche du traître Dumouriez (de Laumur), un plénipotentiaire de la Commune chargé du ravitaillement de Paris (Descombes) et même un agent infiltré soupçonné d’être un espion (Laboureau). Cette stratégie permit de diluer la spécificité politique du groupe et de justifier une répression plus large. L’acte d’accusation, rédigé sous la direction de Saint-Just, les accuse de fomenter un complot, une « conjuration » visant à affamer Paris et à livrer la Révolution à l’ennemi.

### Le procès et l'exécution du «Père Duchesne» (mars 1794)
Hébert est doublement redoutable pour les Comités, à la fois agitateur influent et journaliste au verbe tranchant. L’acte d’accusation lui accorde la première place parmi les conjurés. En l'absence de preuves solides, Fouquier-Tinville s’attarde longuement sur les écrits du Père Duchesne pour démontrer la menace qu’ils représenteraient pour le gouvernement. Au cours de son procès, Hébert, accablé par l’accusation, proteste en vain : « Parmi les accusés, il n’en est pas encore un avec qui j’aie eu des liaisons intimes ; presque tous me sont inconnus. Combien j’ai dû être surpris de me voir accolé à certains personnages que, moi-même, j’ai dénoncés ! » Jugés en trois jours, Hébert et ses compagnons sont condamnés à mort le 24 mars 1794 et l'exécution est prévue l'après-midi même. Celui qui a passé sa dernière nuit en prison à hurler et à appeler au secours, s'effondre. Le public moque le manque de fermeté de celui qui réclamait sans cesse que tombent les têtes. La destinée du conspirateur est déjà scellée avant même l'annonce du verdict dans Le Sapeur Sans-Culotte, un périodique qui reprend non seulement la forme et le ton du Père Duchesne, mais en constitue un véritable plagiat—ironie du sort pour Hébert, dont la propre rhétorique est ainsi retournée contre lui.

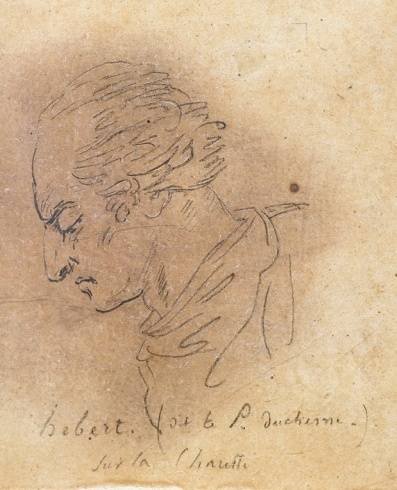
Portrait de Hébert pris sur le vif par Vivant Denon, sur la charrette le conduisant à l'échafaud. Collection particulière.

Lors de son trajet de la Conciergerie à la place de la Révolution, accompagnés d'une foule nombreuse, où se mêlent l'exaltation, l'hostilité et les railleries des sans-culottes, il n’y aurait pas fait « bonne figure » et son exécution semble avoir revêtu un caractère carnavalesque. L’exécution se déroule sous les acclamations d’un « peuple immense », dans un climat de colère et de moqueries. Contrairement à d’autres figures révolutionnaires qui firent face à la guillotine avec fermeté, Hébert se montre terrifié. Quand vient son tour de « jouer à la main chaude » (« être guillotiné »), Hébert doit être traîné à l’échafaud : sa tête montrée par le bourreau est saluée par des quolibets.
Sa mort ne suscite aucun soulèvement populaire, et c’est moins la disparition de l’homme que son journal, Le Père Duchesne, qui frappe les contemporains. Partout, des pamphlets et plaisanteries cruelles reprennent son propre langage outrancier, témoignant en creux du succès et de l’influence de son style. Au-delà, l'exécution d'Hébert et de ses compagnons constitue ainsi l'ultime assaut du gouvernement révolutionnaire contre le mouvement populaire, brisant l'influence des sans-culottes et des sections qui, depuis les massacres de septembre et la chute des Girondins, faisaient peser une pression considérable sur les instances dirigeantes. « La charrette qui a porté les hébertistes à la guillotine a réduit au silence le Paris révolutionnaire », écrit François Furet. Désormais la Commune obéit, les sociétés et les clubs se taisent ou disparaissent et Saint-Just dira bientôt, avec son sens de la formule : « La Révolution est glacée. »

## Postérité

### Débats historiographiques
Contrairement à d’autres figures de la Révolution française, qui ont fait l’objet d’interprétations contrastées entre admiration et condamnation, Hébert n’a guère suscité de réhabilitations historiographiques ni été élevé au rang de héros tragique. Longtemps relégué parmi les « monstres subalternes », son image reste dominée par une tradition critique, marquée par le rejet de son style pamphlétaire et de son rôle politique. Son héritage reste principalement analysé sous l’angle de la violence voire de la démagogie ou du radicalisme révolutionnaire. A sa mort, il suscite déjà une forte hostilité. L’image d’Hébert est ainsi ternie par la polémique de janvier 1794, lorsque Camille Desmoulins, dans Le Vieux Cordelier, l’accuse de corruption et d’opportunisme. Ces accusations contribuent à briser son image de sans-culotte authentique et initie une tradition historiographique qui insiste sur son rôle de démagogue sans constance politique. L’exécution de Jacques-René Hébert engendre un déluge de résonances populaires où son image est particulièrement dévalorisée. La manière dont il s’est comporté durant son procès, ainsi que la véritable popularité de son journal, semblent avoir exacerbé cette vindicte. Haï par une partie des révolutionnaires, il est après sa mort un sujet tabou, relégué parmi les « boucs émissaires de la Révolution », selon Albert Soboul. Cette condamnation se poursuit au XIXe siècle, où les grands historiens républicains, de Jules Michelet à Jean Jaurès, lui vouent une aversion totale. Michelet ne voit en lui qu’un « ignoble chien », tandis que Ferdinand Brunot le qualifie de « Homère de l’ordure ». Jaurès, quant à lui, le décrit comme un « inconsistant, aussi médiocre d’intelligence et de cœur, aussi versatile et couard ». Cette lâcheté face à la mort, cette peur panique sur le chemin de l'échafaud, est celle que Georg Büchner met en avant dans Mort de Danton, où le publiciste est dépeint comme un personnage secondaire, brutal dans son discours mais dépourvu de courage face à l’adversité. Enfin, même les frères Goncourt, tout en lui reconnaissant un talent de pamphlétaire, refusent d’excuser son rôle politique.
L’historiographie récente adopte une approche plus prudente et contextualisée. Après 1945, des historiens tentent de réévaluer Hébert sous un jour moins négatif. Gérard Walter le lave de certaines accusations, Albert Ollivier avance qu’il aurait tenté de libérer Marie-Antoinette, tandis que Louis Jacob souligne la sincérité de ses engagements révolutionnaires. Cependant, cette volonté de réhabilitation ne fait pas consensus. Arnaud de Lestapis, sans conclure définitivement, évoque de fortes présomptions sur un lien entre Hébert et le réseau contre-révolutionnaire du baron de Batz. Michel Biard souligne que la virulence langagière d’Hébert a pu favoriser des violences plus concrètes, notamment en 1792. Toutefois, les lacunes documentaires —liées à la destruction des archives de la Commune de Paris et des Cordeliers en 1871— imposent une prudence méthodologique. L’analyse du Père Duchesne, bien qu’essentielle, ne saurait tenir lieu de biographie exhaustive, et le rôle d’Hébert au sein des sans-culottes reste difficile à mesurer.

### Hébert et l'Hébertisme
L’historiographie de la Révolution française a souvent oscillé entre une perception d’Hébert comme simple propagandiste et une tentative d’en faire l’animateur d’un courant politique structuré. L’un des écueils majeurs est d’identifier Le Père Duchesne, porte-voix incontestable de la sans-culotterie parisienne, au mouvement populaire lui-même, et de confondre sans-culottisme et hébertisme. Ce dernier terme, commode dès après germinal an II, servit d’étiquette infamante que les modérés appliquèrent aux patriotes les plus ardents afin de les discréditer politiquement.
La critique a longtemps réduit Hébert à un pamphlétaire excessif – Michelet le reléguant « au musée des monstres », Aulard ne voyant en lui qu’« un styliste » dénué de réelle profondeur politique . Jean-Clément Martin souligne cependant qu’Hébert, isolé, ne disposait pas d’une pensée politique suffisamment organisée pour constituer une force réelle et incarner un courant d’opinion. Le Père Duchesne refléterait davantage l’élan populaire qu’il ne le dirigerait, son discours relevant d’une logique d’illusion-allusion plutôt que d’une structuration idéologique cohérente.
L’idée d’un « parti » et même d'un « mouvement hébertiste »  a été largement déconstruite par l’historiographie contemporaine. Albert Soboul insistait déjà sur la nécessité de parler d’une poussée populaire, plutôt que d’une « poussée hébertiste », dans les événements de l’an II. Hébert, en tant que dirigeant politique, semble davantage avoir suivi le mouvement sans-culotte qu’il ne l’a guidé, ce qui explique en partie la difficulté à cerner une doctrine proprement « hébertiste » comme on peut le faire sans difficulté pour le « babouvisme ». Et si l'on peut dessiner un « programme hébertiste », le rédacteur du Père Duchesne n'en fut ni son théoricien, ni son principal propagandiste et refuse d'en assurer la direction. Son procès en germinal an II fut sans doute un acte politique visant à frapper un symbole, mais faire de lui l’incarnation centrale du mouvement populaire de l’an II reviendrait à fausser la perspective historique.

### L'œuvre journalistique
Jacques-René Hébert transforme Le Père Duchesne en une véritable scène politique, exploitant avec virtuosité les ressorts du théâtre populaire qu’il connaît intimement, notamment celui de la Foire et de la farce, comme en témoigne son premier imprimé La Lanterne magique ou fléaux des aristocrates qui emprunte sa forme aux spectacles donnés à la Foire Saint-Germain. Entre septembre 1790 et mars 1794, il élabore une forme inédite de journalisme militant, où l’écriture pamphlétaire emprunte aux codes dramaturgiques pour captiver un lectorat habitué aux formes spectaculaires de l’oralité et du jeu scénique.
S’il ne façonne pas ce personnage de marchand de fourneaux à son image, Hébert en contrôle néanmoins chaque mot, conscient que son destin politique et sa fortune personnelle dépendent de sa capacité à séduire les classes populaires parisiennes. Le Père Duchesne s’inscrit dans la tradition du genre burlesque et poissard, héritier des œuvres de Jean-Joseph Vadé (1719-1757), et reprend la verve des habitants des faubourgs,. Pourtant, ce registre n’est ni dans le goût ni dans les habitudes d’Hébert, homme discret dans les lieux publics et plus raffiné que son alter ego pamphlétaire ne le laisse supposer. L’outrance de son langage n’est donc pas une spontanéité, mais un procédé stratégique. Le style du Père Duchesne repose largement sur l'usage du juron, qui en fait la célébrité. « Il ne va guère au-delà de bougre et de foutre, écrit Gérard Walter, mais dans leur emploi il sait faire preuve d’une ingéniosité et d’une variété vraiment extraordinaire ». Roland Barthes souligne également que ces termes ne sont pas de simples grossièretés, mais des marqueurs idéologiques, ancrant le journal dans une rhétorique révolutionnaire populaire.
À travers cette mise en scène du politique, Hébert ne se contente pas de dénoncer : il façonne une mythologie révolutionnaire. Le sans-culotte, incarnation du peuple en lutte, devient le héros d’un récit national en construction, opposé à un Ancien Régime décrépit, dont l’élimination progressive est narrée comme une tragédie régénératrice. En adaptant sans cesse sa mise en récit aux fluctuations des événements, il instaure une temporalité propre au journal révolutionnaire, faite d’urgence, de retournements et d’attentes dramatiques, où le politique se pense et se vit comme un théâtre permanent. Son périodique devient ainsi un espace de représentation, où il met en scène l’affrontement entre le peuple et ses ennemis : saynètes burlesques, dialogues caustiques, allégories et mélodrames se succèdent pour structurer une dramaturgie du combat révolutionnaire. Hébert confère à ses éditoriaux une dimension théâtrale et construit une galerie de personnages archétypaux. Les figures honnie du pouvoir—le roi, la reine, Maury, Roland—y deviennent des masques grotesques, objets de dérision et de diabolisation, promis à la « bascule à Charlot » (la guillotine).
Loin d’un simple registre satirique, le journal aborde un large éventail de sujets, de l’actualité politique et militaire aux questions économiques et culturelles. Hébert y commente notamment des œuvres théâtrales comme Le Jugement de Maréchal, qu’il qualifie de « spectacle fait pour des yeux républicains ». Sa capacité à capter l’opinion et à en façonner les attentes se traduit par un succès considérable : l’Abréviateur Universel note ainsi que « le peuple goûte les raisons du Père Duchesne et sa manière de les présenter ».
Hébert excelle dans l’art du journalisme polémique, en jouant sur différents registres émotionnels. Guillaume Mazeau observe ainsi qu’il adapte son discours en fonction de son rôle : modérateur en tant que membre de la Commune, il attise la colère en tant que rédacteur du Père Duchesne. Son journal devient un instrument de pouvoir et lui permet de remporter de nombreuses batailles symboliques au sein de la Révolution.
Dans ses mémoires, parus en 1810, le conventionnel de la Plaine Pierre Paganel, affirme qu'en 1793 :

« Au seul nom du Père Duchesne, les deux tiers de la France étaient glacés de terreur. Et pourtant ceux qui exécraient le plus sa doctrine, et ceux à qui son style était le plus étranger, étaient également empressés à lire son obscène journal. Ils le demandaient avec une sorte d’ostentation : ils en parlaient avec une joie simulée ; c’était une manière de sortir des rangs des suspects. L’image de l’orateur fumant sa pipe et pétrissant des fourneaux était chaque jour établie comme une sauvegarde sur les toilettes des plus jolies femmes, dans les cabinets des savants, dans les salons des riches et sur les comptoirs du commerce. Les girondins, les modérés, traversaient les salles et arrivaient jusqu’à leurs banquettes, souriant à la lecture du Père Duchesne. Le front méditatif de Sieyès lui-même brillait de gaîté, et ses lèvres jouaient l’approbation, lorsque, dans les couloirs ou sur le siège, il lisait la feuille protectrice. »

Selon Braesch, « Hébert n’était pas un homme d’action, mais un simple journaliste. Il manquait de courage, mais on ne peut lui refuser un certain talent ». Cette ambivalence, entre la puissance de son influence médiatique et son absence d’initiative politique propre, marque le parcours d’Hébert et contribue à expliquer sa chute en 1794.

### Commémoration
Dans les années 1980, la municipalité d’Alençon menée par Pierre Mauger nomme en l'honneur d'Hébert une cour piétonnière donnant accès à un groupe de maisons anciennes rénovées au centre du vieil Alençon, entre la Grande-Rue, la rue des Granges et la rue de Sarthe (elle s'ouvre à hauteur du 11 de cette dernière).
La maison natale d'Hébert est située à proximité de cette cour (n° 118, Grande-Rue). Elle est indiquée par une plaque posée par la municipalité, durant le mandat d'Alain Lambert, dans les années 1990.

### Hébert dans la littérature et les arts
- 1964 : dans La Terreur et la Vertu : Danton - Robespierre de Stellio Lorenzi, Hébert est incarné par François Maistre.
- 1989 : Dans le film La Révolution française de Robert Enrico et Richard T. Heffron, deuxième partie Les Années terribles, il est incarné par Georges Corraface.
- 2007 : dans Un roi sans lendemain de Christophe Donner, Hébert est un des protagonistes principaux de ce roman sur Louis XVII. Il est y présenté comme l'idéologue principal derrière le traitement, l'emprisonnement et la mort de l'enfant pendant la Révolution[149].

### Sources primaires imprimées
- Procès des conspirateurs Hébert, Ronsin, Vincent et complices : condamnés à la peine de mort part le Tribunal Révolutionnaire, le 4 germinal, l’an 2 de la République et exécutés le même jour : suivi du précis de la vie du père Duchesne, Paris, De l’imprimerie du Tribunal révolutionnaire. À Paris, Chez Caillot, 1794.
- Gérard Walter (éd.), Procès instruit et jugé au tribunal révolutionnaire contre Hébert et consorts, Paris, Edhis, 1969  (ISBN 978-2-71522-591-6)
- Pierre Turbat, Vie privée et politique de J.-R. Hébert, auteur du Père Duchêne, pour faire suite au Vies de Manuel, Pétion, Brissot et d'Orléans, À Paris, Se trouve à l’imprimerie de Franklin, rue de Cléry, No 76, 1794.